# マイケル・コーコラン
マイケル・コーコラン（英:Michael Corcoran、1827年9月21日 - 1863年12月22日）は、アイルランド生まれのアメリカ合衆国の軍人。南北戦争の時に北軍の将軍を務め、エイブラハム・リンカーン大統領とは親しい友人となった。第一次ブルランの戦いで参戦した第69連隊を率いた。ワシントンD.C.でもその連隊を率い、コーコラン砦を造ってワシントン防衛に努めた。

## 初期の経歴

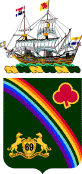
第69ニューヨーク歩兵連隊の紋章

コーコランはアイルランドのスライゴ県バリーモートに近いキャローキールで生まれた。イギリス軍の士官トマス・コーコランとメアリー・マクドナー夫妻の一人息子だった。母方はジャコバイト戦争に参加した初代ルーカン伯パトリック・サーズフィールドの子孫だった。コーコランが18歳の1846年に、ドニゴール県クリーズルーにおける違法な蒸留酒製造所や蒸留行動に対して法を適用し取り締まる税務警察に選任された。
1849年8月30日、スライゴ湾からアメリカ合衆国に移民し、ニューヨーク市に入って、マンハッタンのプリンス通り42番にあるジョン・ヒーニーが所有するハイバーニアン・ハウスという酒場で事務員の仕事を見つけた。コーコランはヒーニーの姪エリザベスと1854年に結婚した。
コーコランは第69ニューヨーク民兵隊に兵卒として入隊した。1859年までにその連隊の大佐に指名された。この連隊は当時は軍人ではなく市民で構成される州の民兵隊であり、公的秩序の維持に関わっていた。1860年10月11日、コーコラン大佐はアイルランド飢饉にイギリスが無益な反応をしたことに対する抗議として、この時ニューヨーク市を訪問していた19歳のイギリス皇太子アルバート・エドワード（のちのエドワード7世）を迎えるパレードへの連隊の参加を拒否した。コーコランは連隊長を外され軍法会議にかけられるところだったが、南北戦争が始まったために中断された。
コーコランはまた、タマニー・ホールの民主党政治に関与するようになり、アイルランド人の票をまとめた。住んでいた地区の指導者となり、判事指名委員会のメンバー、第14区の選出視学官、および区議会議員となった。

## 南北戦争
南北戦争が勃発すると、軍法会議は中断され、コーコランは他のアイルランドからの移民を北軍側に付かせる提唱者だったために、その連隊長に戻された。コーコランは第69ニューヨーク歩兵連隊をワシントンD.C.に率いて行き、コーコラン砦を造ってしばらくはワシントン防衛に努めた。1861年7月には第一次ブルランの戦いでその連隊を指揮した。この戦闘中、コーコランは負傷して捕虜になった。

## 魔女事件
この時期、北軍は捕獲した南軍私掠船員を処刑すると脅していた。北軍が私掠船員に対する脅しを実行した場合、コーコランや他の北軍捕虜が抽籤によって処刑される立場にあった。これは魔女事件と呼ばれた。しかし、両軍共に処刑は実行されなかった。後にコーコランは南軍を攻撃しないという条件のもとに、仮釈放を提案された。コーコランは釈放されれば北軍の元の地位に帰る意思があったので、仮釈放の申し出を拒んだ。コーコランは1862年7月に志願兵の准将に指名されており、同年8月に捕虜交換で釈放された。この魔女事件における役割と仮釈放の拒否とで、コーコランは北軍への復帰時に話題を集め、これがもとでエイブラハム・リンカーン大統領との食事会に招待された。

## コーコラン師団と死
コーコランは軍隊に復帰し、さらに多くのアイルランド系志願兵の徴募に取りかかった。コーコランは、後にコーコラン師団と呼ばれることになる部隊を立ち上げ、その指揮を執った。そのリージョンは次の連隊で構成された。
- 第1連隊：第1及び第6連隊から結成、後に第182ニューヨーク歩兵連隊
- 第2連隊：第5及び第6連隊から結成、後に第155ニューヨーク歩兵連隊
- 第3連隊：第3、第7及び第8連隊から結成、後に第164ニューヨーク歩兵連隊
- 第4連隊：第2連隊から結成、後に第170ニューヨーク歩兵連隊
- 第5連隊：旅団とは従軍せず、後に第175ニューヨーク歩兵連隊
- 第6連隊：最小勢力以下、後に第1及び第2連隊の一部
- 第7連隊：最小勢力以下、後に第3連隊の一部
- 第8連隊：最小勢力以下、後に第3連隊の一部

コーコランは第7軍団第1師団長になり、デザーティドハウスの戦いに従軍し、サフォーク包囲戦に参加した。1863年遅く第22軍団の師団長となり、ワシントン防衛任務に戻った。1863年12月22日、単独で騎乗している際に騎馬が倒れ、頭蓋骨骨折で死んだ。36歳だった。
コーコランは、そのアイルランド系アメリカ人部隊によって大いに偶像視された。その名前とさらにニューヨーク第69連隊とは当時のアイルランド系北軍兵のバラードの多くに登場する。
- 『アメリカのアイルランド旅団』：'ジェファーソン・デイヴィスが警鐘を鳴らした時、コロンビアの息子達は軍隊に殺到し、我等の高貴な民兵隊はワシントンに急行した。勇敢なるマイケル・コーコランを行軍の先頭にして'
- 『連隊の歌』：'我々には誇りと勇気と大胆さを持つ戦う志願兵がいる。トーマス・フランシス・マハーとその勇敢な息子エリン、マサチューセッツ第9連隊、マイケル・コーコランのアイルランド・リージョン、そしてあらゆる県と地域のすべての兵卒が'
- 『戦う第69連隊』：'...彼らはアイルランドからやってきた勇敢で頑健、大胆な男達だ。そして全員の指導者がいる、その名はコーコラン'
- 『緑を着た若者達』：'...コーコラン大佐がその波瀾に富んだ日に第69連隊を指揮した。私は皇太子がそこに居て戦う彼を見てくれたらと思う。彼の砲台への突撃は最も栄光に満ちた光景だ。勇敢なニューヨークの消防士達と共に、また緑を着た若者達と共に'
- 『アイルランドの志願兵』：'...皇太子がここにやって来てハバブーをした。おー、皆が、分かるかい、金と金ぴかで装った。しかし、良き古き第69連隊はこれらの貴族の輩を好まない。彼らは王様達を罵らない。アイルランド志願兵達！我々は自由の土地を愛し、その法を尊敬する。「しかし悪魔は貴族を取るさ」とアイルランド志願兵は言っている。'

## バリーモート記念碑

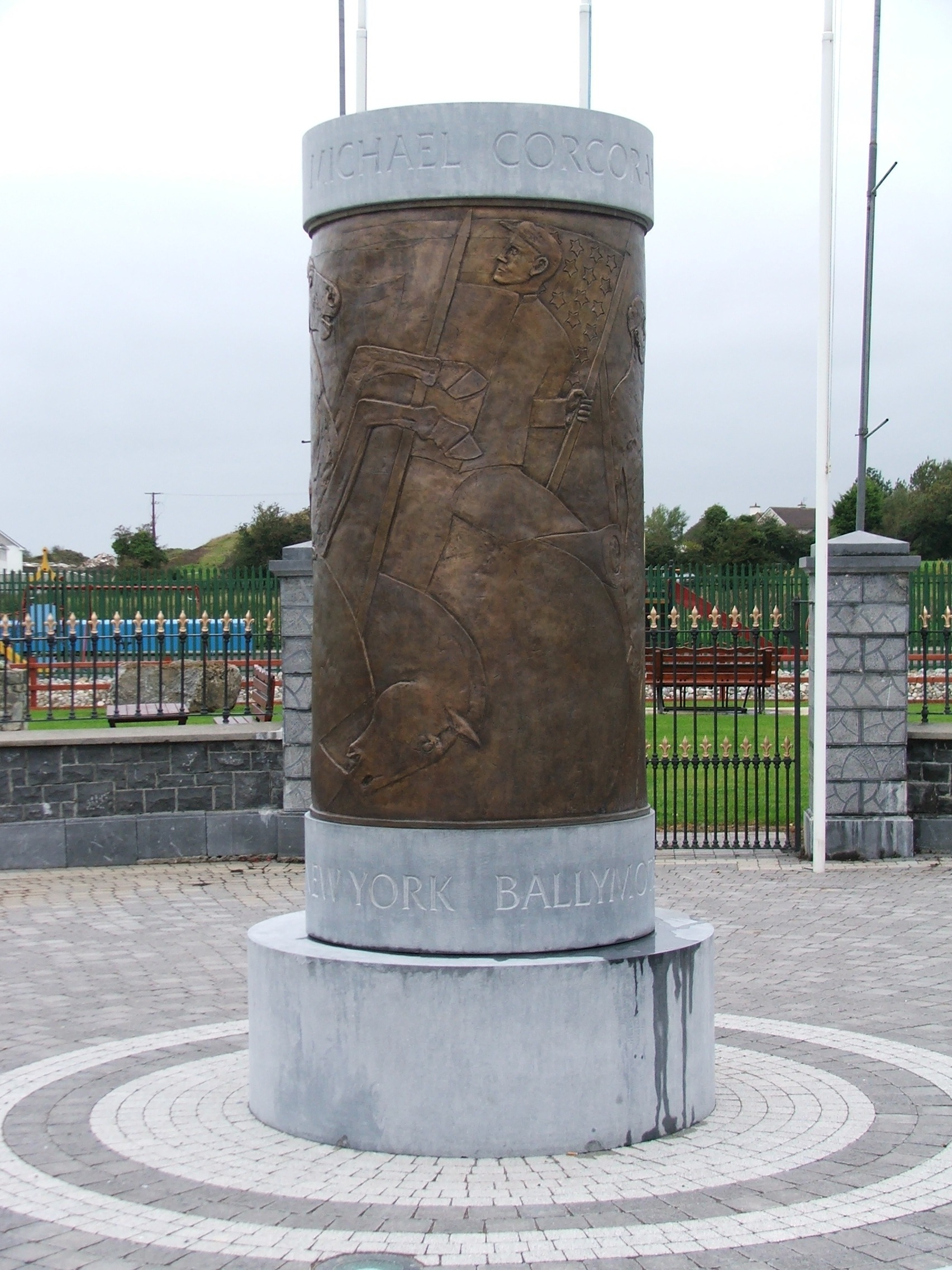
戦う第69連隊捧げられたアイルランドの国立記念碑、アイルランドのバリーモート

ニューヨーク市長マイケル・ブルームバーグ（バリーモートの記念碑除幕に間違ったコーコラン家の人を招いた）は2006年8月22日にバリーモートで戦う第69連隊に捧げられたアイルランドの国立記念碑を除幕した。この記念碑はフィリップ・フラナガンが制作した。記念碑頂部の周りの碑文には、「マイケル・コーコラン、1827年 - 1863年」とあり、台座にはニューヨーク、バリーモート、クリーズルー、ブルランと記されている。記念碑の下にはワールドトレードセンターの鉄片があり、2001年9月11日にセンターで死んだマイケル・リンチの家族によって捧げられた。リンチ家はスライゴ県の出身である。